# Vojnisjka Reka
Vojnisjka Reka (bulgariska: Войнишка Река) är ett vattendrag i Bulgarien.   Det ligger i regionen Vidin, i den nordvästra delen av landet, 140 km norr om huvudstaden Sofia.
Trakten runt Vojnisjka Reka består till största delen av jordbruksmark. Runt Vojnisjka Reka är det ganska tätbefolkat, med 134 invånare per kvadratkilometer.